# Tomasz Ciagło
Tomasz Ciagło (7. března 1850 Podegrodzie – 11. května 1912 Podegrodzie) byl rakouský politik polské národnosti z Haliče, na počátku 20. století poslanec Říšské rady.

## Biografie
Působil jako kovář a majitel hospodářství v Podegrodzie. Pocházel z rodiny zemědělce. Vychodil národní školu. Působil jako člen zemědělského spolku, místní a okresní školní rady. V době svého působení v parlamentu je profesně uváděn jako zemědělec v Podegrodzie.
V roce 1893 byl spoluzakladatelem agrární strany Związek Stronnictwa Chłopskiego. V letech 1893–1900 byl tajemníkem strany. Od roku 1901 patřil do Polské lidové strany. Kandidoval za ni neúspěšně na Haličský zemský sněm. Od roku 1908 byl členem jejího předsednictva.
Působil také coby poslanec Říšské rady (celostátního parlamentu Předlitavska), kam usedl ve volbách do Říšské rady roku 1907, konaných poprvé podle všeobecného a rovného volebního práva. Byl zvolen za obvod Halič 48.
V roce 1907 je řazen mezi členy Polské lidové strany. Po volbách roku 1907 byl na Říšské radě členem poslaneckého Polského klubu.
Zemřel v květnu 1912.